# Mopperipalayam
Mopperipalayam é uma panchayat (vila) no distrito de Coimbatore, no estado indiano de Tamil Nadu.

## Demografia
Segundo o censo de 2001,  Mopperipalayam  tinha uma população de 8303 habitantes. Os indivíduos do sexo masculino constituem 52% da população e os do sexo feminino 48%. Mopperipalayam tem uma taxa de literacia de 60%, superior à média nacional de 59.5%: a literacia no sexo masculino é de 68% e no sexo feminino é de 50%. Em Mopperipalayam, 11% da população está abaixo dos 6 anos de idade.